# Clarion (Iowa)
Clarion is een plaats (city) in de Amerikaanse staat Iowa, en valt bestuurlijk gezien onder Wright County.

## Demografie
Bij de volkstelling in 2000 werd het aantal inwoners vastgesteld op 2968. In 2006 is het aantal inwoners door het United States Census Bureau geschat op 2815, een daling van 153 (-5,2%).

## Geografie
Volgens het United States Census Bureau beslaat de plaats een oppervlakte van 7,1 km², geheel bestaande uit land. Clarion ligt op ongeveer 357 m boven zeeniveau.

## Plaatsen in de nabije omgeving
De onderstaande figuur toont nabijgelegen plaatsen in een straal van 16 km rond Clarion.